# Hráči z Titanu
Hráči z Titanu (1963, The Game-Players of Titan) je sci-fi román amerického spisovatele Philipa K. Dicka.

## Obsah románu
V budoucnosti, ve které se román odehrává, žijí pozemšťané pod správou slimákům podobných vouků ze saturnova měsíce Titan. Na Zemi žije totiž sotva milión lidí, protože v globální válce, po které vouci Zemi ovládli, byly použity bakteriologické zbraně vedoucí ke všeobecné sterilizaci. Těhotenství není úplně nemožné, ale lze jej dosáhnout pouze v případě, že se sejdou dva jedinci s přesně specifikovanými geny.
Bohatí pozemšťané, z nichž mnozí vlastní celá města i státy, hrají mezi sebou hru zvanou Blafák. Sází se v ní pozemky a mimo nich lze ještě vyhrát novou partnerku. Hru přivezli voukové z Titanu, kde jsou jí přímo posedlí, a její hraní na Zemi velmi podporují, protože díky ní vznikají různé kombinace lidských párů, což může vést ke zvýšení porodnosti. Hry se ovšem zúčastňují tajně i oni, protože díky schopnosti vyvolávat halucinace jsou považování za lidi. K účasti ve hře také využívají tzv. simulakra (od lidí nerozeznatelných androidů).
Vouci žijí s lidmi navenek v souladu, ale jejich skutečné záměry jsou velmi nejasné. Na Titanu totiž také existují různé frakce. Někteří chtějí zachovat současnou paternalistickou formu vztahu s pozemšťany, jiní chtějí Zemi definitivně ovládnout. Hlavní postava románu Pete Garden se je pokusí za pomoci přátel porazit na Titanu v jejich vlastní hře.

## Česká vydání
- Hráči z Titanu, Argo, Praha 2005, přeložila Radka Šmahelová.